# Донской 12-й казачий полк
12-й Донской казачий генерал-фельдмаршала князя Потёмкина-Таврического полк

## Ранние формирования полка
12-й Донской казачий полк являлся прямым наследником Донского казачьего Шамшева полка, который был сформирован в середине 1820-х годов и принимал участие в Кавказских кампаниях против персов в 1826—1828 годах и против турок в 1828—1829 годах.
Полк долгое время находился на Кавказе и принимал участие в походах против горцев и русско-турецкой войне 1828—1829 годов.
Впервые Донской казачий полк под № 7 был сформирован 26 мая 1835 года на основании нового положения о Донском казачьем войске. Периодически этот полк созывался в строй и распускался на льготу, также менялся его текущий номер (в зависимости от свободного номера полка при созыве). Кроме номера в названии полка также положено было означать и имя его текущего командира.

## Окончательное формирование полка
В 1873 году с Дона на внешнюю службу был вызван очередной Донской казачий № 27 полк и 27 июля 1875 года он был назван Донской казачий № 12-го полк. С этих пор оставался первоочередным и более на льготу не распускался.
Во время русско-турецкой войны 1877—1878 года полк находился на Дунайском театре и участвовал во многих сражениях с неприятелем.
С 24 мая 1894 года полк именовался как 12-й Донской казачий полк. 26 августа 1904 года вечным шефом полка был назван генерал-фельдмаршал князь Потёмкин-Таврический и его имя было присоединено к имени полка.
В 1914—1917 годах полк принимал участие в Первой мировой войне.

## Знаки отличия полка
- Полковое Георгиевское знамя с надписью «За оборону крепости Баязета 20 и 21 июня 1829 года», пожалованное 29 апреля 1869 года (отличие унаследовано от Донского казачьего Шамшева полка, которому знамя с этой надписью было пожаловано 4 октября 1832 года).
- Знаки отличия на головные уборы с надписью «За отличие в Турецкую войну 1877 и 1878 годов», пожалованные 17 апреля 1878 года.
- Одиночные белевые петлицы на воротнике и обшлагах нижних чинов, пожалованные 6 декабря 1908 года.

## Командиры полка
- 27.03.1873 — 30.08.1880 — полковник Хрещатицкий, Ростислав Александрович

21.12.1880 -- 23.12.1883 — полковник Н.П.Короченцов
23.12.1883 -- 17.04.1886 — полковник И.С.Волгин
- 17.04.1886 – 18.03.1892 – полковник М. И. Кузнецов
- 18.03.1892 – 11.02.1901 – полковник В. В. Айвазов
- 13.05.1901 — 03.11.1907 – полковник Церковников, Михаил Павлович
- 03.11.1907 – 24.05.1910 — полковник Сулин, Иван Иванович
- 13.06.1910 – 30.05.1911 – полковник А. А. Васильев
- 30.05.1911 — 27.04.1915 — полковник (с 14.11.1914 генерал-майор) Каледин, Василий Максимович
- 29.04.1915 — 05.03.1916 — полковник Попов, Владимир Петрович
- 29.04.1916 – 19.08.1917 – полковник И. Е. Балабин
- 19.08.1917 – полковник Л. И. Чирков

## Интересные сведения
В составе 12-го Донского казачьего полка служил один из наиболее выдающихся рубак русской конницы подхорунжий Земляков.
Также в составе полка служил выдающийся впоследствии генерал Донской армии А. К. Гусельщиков.

## 12-й полк и роман "Тихий Дон"
В составе 12-го Донского казачьего полка 11-й кавалерийской дивизии служил главный герой романа «Тихий Дон» Григорий Мелехов. В своих воспоминаниях офицер 11-го гусарского Изюмского полка Императорской армии Святослав Всеволодович Голубинцев предполагал, что в основу романа "Тихий Дон" положены записки адъютанта 12-го полка подъесаула Ивана Васильевича Цыганкова. Разбору этой версии посвящена книга Антона Уткина "О вероятном источнике романа "Тихий Дон".